# Hegi

Karte des Quartiers

Hegi ist ein Quartier der Stadt Winterthur. Zusammen mit den Quartieren Guggenbühl, Grüze, Hegmatten, Talacker, Zinzikon, Reutlingen, Stadel und Ricketwil bildet es den Kreis 2 (Oberwinterthur).

## Geschichte

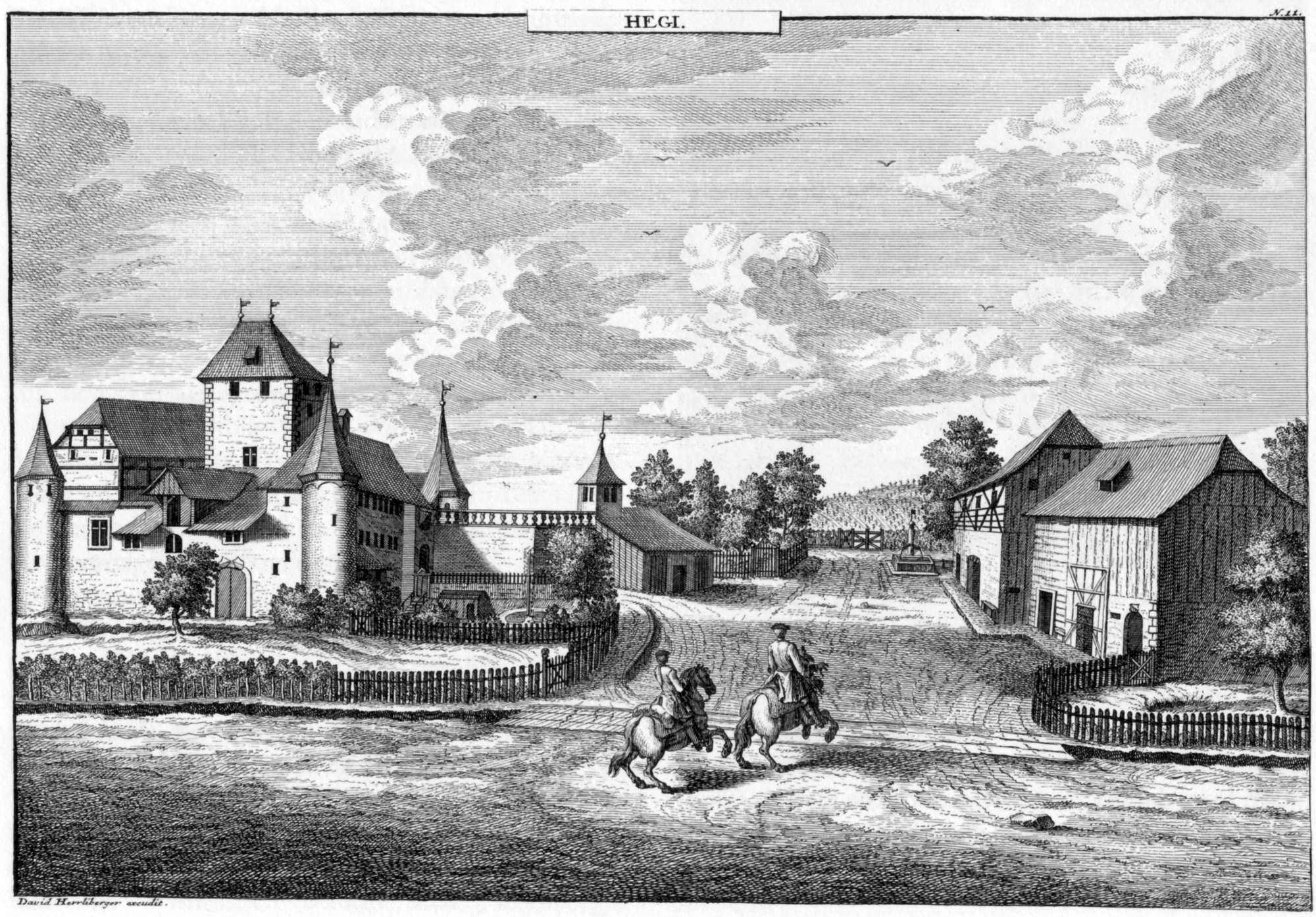
Schloss Hegi in einem Stich von 1740
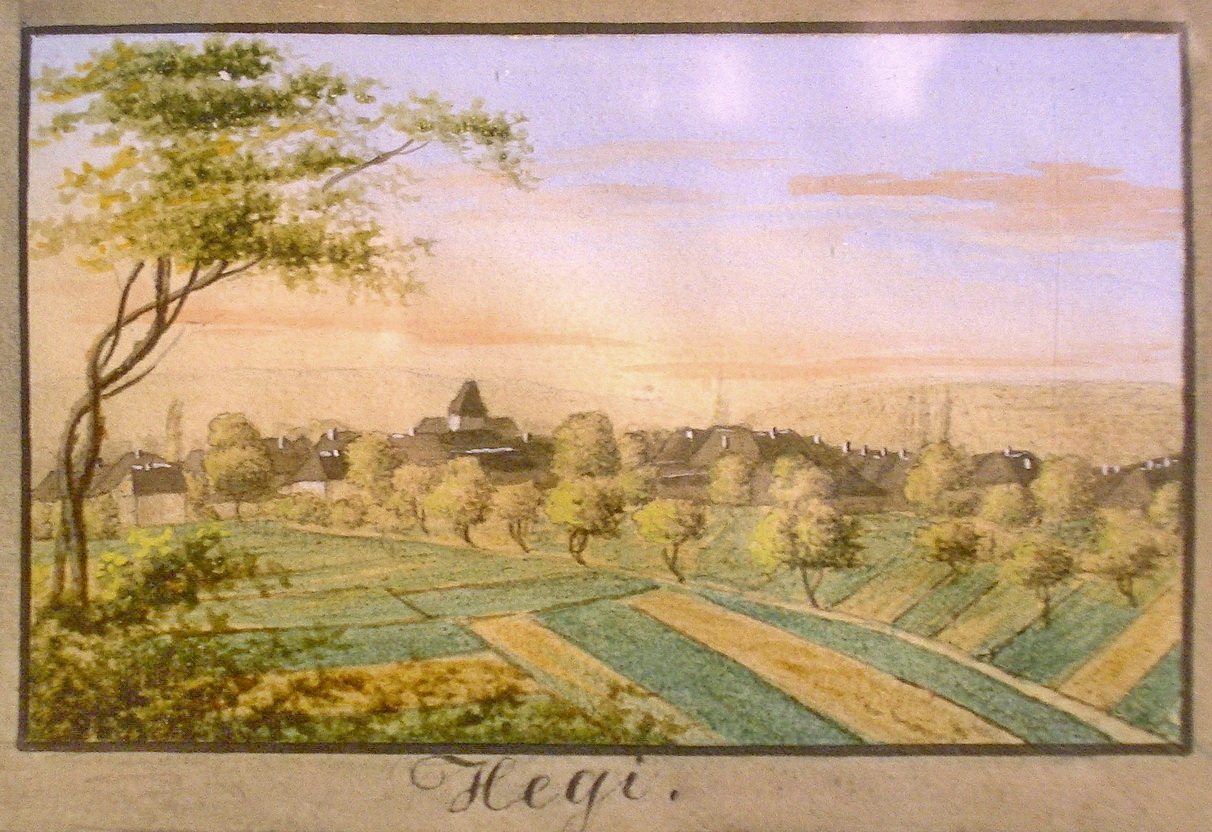
Hegi 1844 (Heinrich Müller)

Das historische Dorf Hegi lag südlich von Schloss Hegi. Das Schloss wurde vermutlich 1200 gebaut und 1225 erstmals urkundlich erwähnt. Es war ursprünglich eine Wasserburg mit Wehrturm, Wohnturm und Wassergraben; mehrmalige Umbauten gaben ihm die heutige Form. Besitzerin des Schlosses war die Ministerialenfamilie «von Hegi» aus Konstanz; deren Vertreter Hugo von Hegi war 1342/43 Schultheiss der Stadt Winterthur. Während des Mittelalters stand die Dorfbevölkerung Hegis aber nicht etwa unter dem Einfluss der Schlossbesitzer; vielmehr gehörte ab 1400 ein Grossteil der Wirtschaft Hegis zum St. Peter und Paul-Stift aus Embrach, an welches die Dorfbewohner auch Abgaben zu entrichten hatten. Der Einfluss des Klosters war allerdings eingeschränkt durch die räumliche Distanz; und es gab weitere bedeutende Grundbesitzer, u. a. das Kloster Petershausen, dessen lokaler Verwalter seinen Sitz im Hohlandhaus in Oberwinterthur hatte. Auch kirchenrechtlich gehörte das Dorf Hegi zu Oberwinterthur. Die hohe Gerichtsbarkeit lag bei den Herrschern der Kyburg, die Vogtei gehörte den Herren von Breitenlandenberg, und den Zehnten lieferte das Dorf zuerst dem Bischof von Konstanz und später dem Kloster Töss ab. Bedeutend für die Entwicklung Hegis war die Eulach, deren Wasserkraft zum Antrieb von zahlreichen Mühlen verwendet wurde; die älteste wurde bereits um 1379 urkundlich erwähnt.

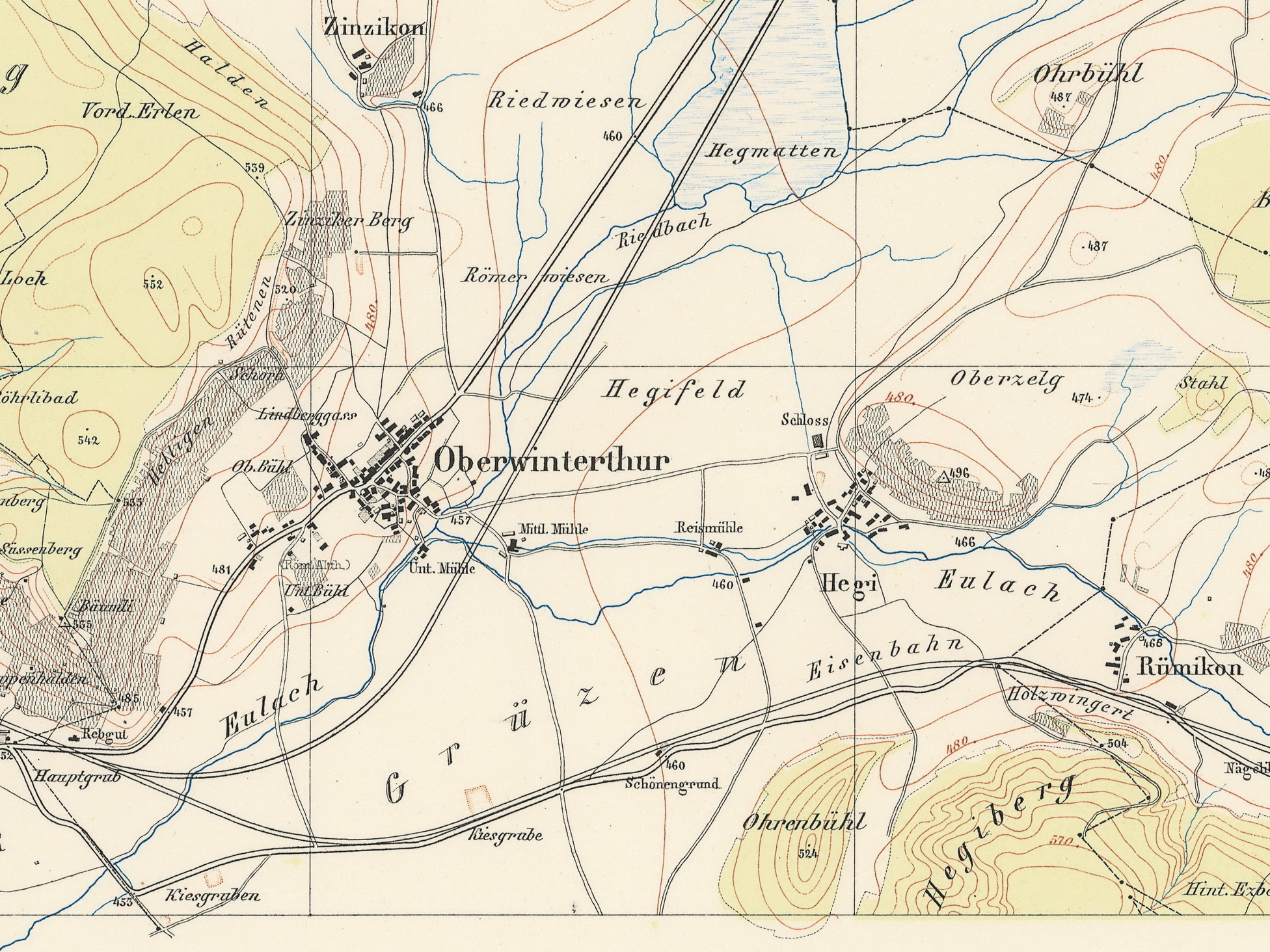
Hegi und Oberwinterthur auf der Wild-Karte, um 1850

Der letzte Vertreter der Familie von Hegi, Hugo von Hegi (um 1410–1493), vermachte das Schloss seiner Tochter Barbara, die mit Jakob von Hohenlandenberg verheiratet war. Damit gingen um das Jahr 1460 das Schloss und die zugehörigen Herrschaftsgebiete an die Familie Hohenlandenberg über. Der 1457 auf dem Schloss geborene Hugo von Hohenlandenberg wurde im Jahr 1496 Bischof von Konstanz. Die Besitzer des Schlosses verwalteten zu dieser Zeit Lehen in Wiesendangen, Gundetswil, Zünikon, Hegi und Oberwinterthur. Zu mehr Einfluss auf das Dorf Hegi kam das Schloss erst 1531, als der Schlossherr Kaspar von Hallwil die Vogtei Hegi erwerben konnte und damit deren Gebiet erstmals mit seinem eigenen vereinigte. Das Dorf Hegi umfasste damals etwa neun Bauernhöfe, die Acker- und Rebbau betrieben. Da die Klöster und somit auch das St. Peter und Paul-Stift aus Embrach zur gleichen Zeit durch die Reformation ihren Einfluss verloren und Besitz und Rechte an die Stadt Zürich abtreten mussten, stand Hegi nun bis zum Ende des Ancien Régime im Machtbereich zweier Herren, die oft unterschiedliche Interessen hatten: des Schlossherrn zu Hegi und des Landvogts von Kyburg. Bis zum Ende der alten Herrschaft war ein Anstieg der Bevölkerung des Dorfes zu verzeichnen: 1670 wurden 160 Einwohner registriert, 1771 bereits deren 239, die sich auf 47 Haushalte verteilten.
Nach dem Ende des Ancien Regime war Hegi eine eigene Zivilgemeinde, die zur politischen Gemeinde Oberwinterthur gehörte. 1875 wurde an der nahen Bahnstrecke Winterthur–Etzwilen der Bahnhof Oberwinterthur eröffnet, der auch für Hegi durch die Ansiedlung von Industrie in der Nähe des Bahnhofs von Bedeutung war. Weitere Schritte der technischen und infrastrukturmässigen Entwicklung waren 1897 eine Telefonstation in der Bäckerei Furrer, 1899 eine Abwasserleitung, 1907 elektrischer Strom und ab 1911 eine eigene Wasserversorgung.

Luftbild aus 300 m von Walter Mittelholzer (1923)

1922 wurde die Gemeinde Oberwinterthur zusammen mit den anderen ehemaligen Vororten Seen, Töss, Veltheim und Wülflingen in die Stadt Winterthur eingemeindet und die Zivilgemeinde aufgelöst. Dennoch behielt zu dieser Zeit Hegi seinen dörflichen Charakter. 1947 kaufte die Stadt Winterthur das Schloss Hegi aus Privatbesitz. In den 1970er-Jahren erhielt die Eulach einen Entlastungskanal, der den regelmässigen Überschwemmungen Hegis durch den Fluss ein Ende setzte. Eingeholt von der Stadt wurde Hegi erst in der neusten Zeit: Die erste grössere Überbauung entstand 1990 bis 1992 mit der «Sagi Hegi» der Wohnbaugenossenschaft Gesewo. Danach wurde Hegi schnell zu einem der städtischen Hauptentwicklungsgebiete, und spätestens seit der Realisierung des in der Planung speziell ausgewiesenen Stadtentwicklungsgebiets Neuhegi ist das ehemalige Dorf vollständig an die Stadt angeschlossen.

## Quartierstruktur
Das Quartier Hegi besteht aus zwei sehr unterschiedlichen Quartierteilen, welche durch die Rümikerstrasse in west-östlicher Richtung getrennt werden. Im Norden liegt der Kern des ehemaligen Dorfes Hegi mit historischen Häusern und einem Wohnblock- und Einfamilienhausquartier aus den Achtzigerjahren. Im Süden sind Gewerbebetriebe, ein Einkaufszentrum und ein grosses, modernes Wohnblockquartier angesiedelt. Hegi ist auf Grund der grossen Wohnbautätigkeit eines der am stärksten wachsenden Quartiere in Winterthur. Zwischen 1980 und 2000 verdoppelte sich die Einwohnerzahl von 800 auf 1612 Personen. Im Jahr 2010 lag die Zahl der Quartierbewohner bereits bei 3279 Personen.
Zurzeit weist Hegi trotz grossem Bevölkerungszuwachs noch eine unterdurchschnittliche Quartierinfrastruktur auf. Zwei Grossverteilerfilialen sorgen für den täglichen Grundbedarf. Vier Schulhäuser und zwei Kindergärten liegen im Quartier. Das Quartier wird sich auch weiterhin stark wandeln und bevölkerungsmässig wachsen. Ein Teil von Hegi gehört zum Stadtentwicklungsgebiet Neuhegi und liegt in einer Planungszone von kantonaler Bedeutung. Mit dem Wandel wird Schritt für Schritt auch die Quartierinfrastruktur erweitert.

## Verkehr
Vom öffentlichen Verkehr wird das Quartier mit der Buslinie 7 von Stadtbus Winterthur, die zu Hauptverkehrszeiten alle 7,5 min verkehrt, und von der Postautolinie 680, die im Halbstunden-Takt fährt, erschlossen. Im Jahr 2006 wurde die S-Bahn-Haltestelle Winterthur Hegi an der Strecke Winterthur–Wil eröffnet, welche halbstündlich von der S 35 bedient wird. An Werktagen verkehrt alternierend mit der S 35 die S 12 von Winterthur Hegi ohne Umsteigen nach Zürich HB – Brugg AG (in der Gegenrichtung ebenso wie die S 35 nach Wil). Im Nachtnetz am Wochenende verkehrt die SN21 Winterthur – Wil – St. Gallen .
Etwas mehr als einen Kilometer von Hegis historischem Dorfkern entfernt ist der Bahnhof Oberwinterthur, der an der Thurtallinie sowie der Linie Winterthur–Etzwilen liegt.

## Historische Sehenswürdigkeiten

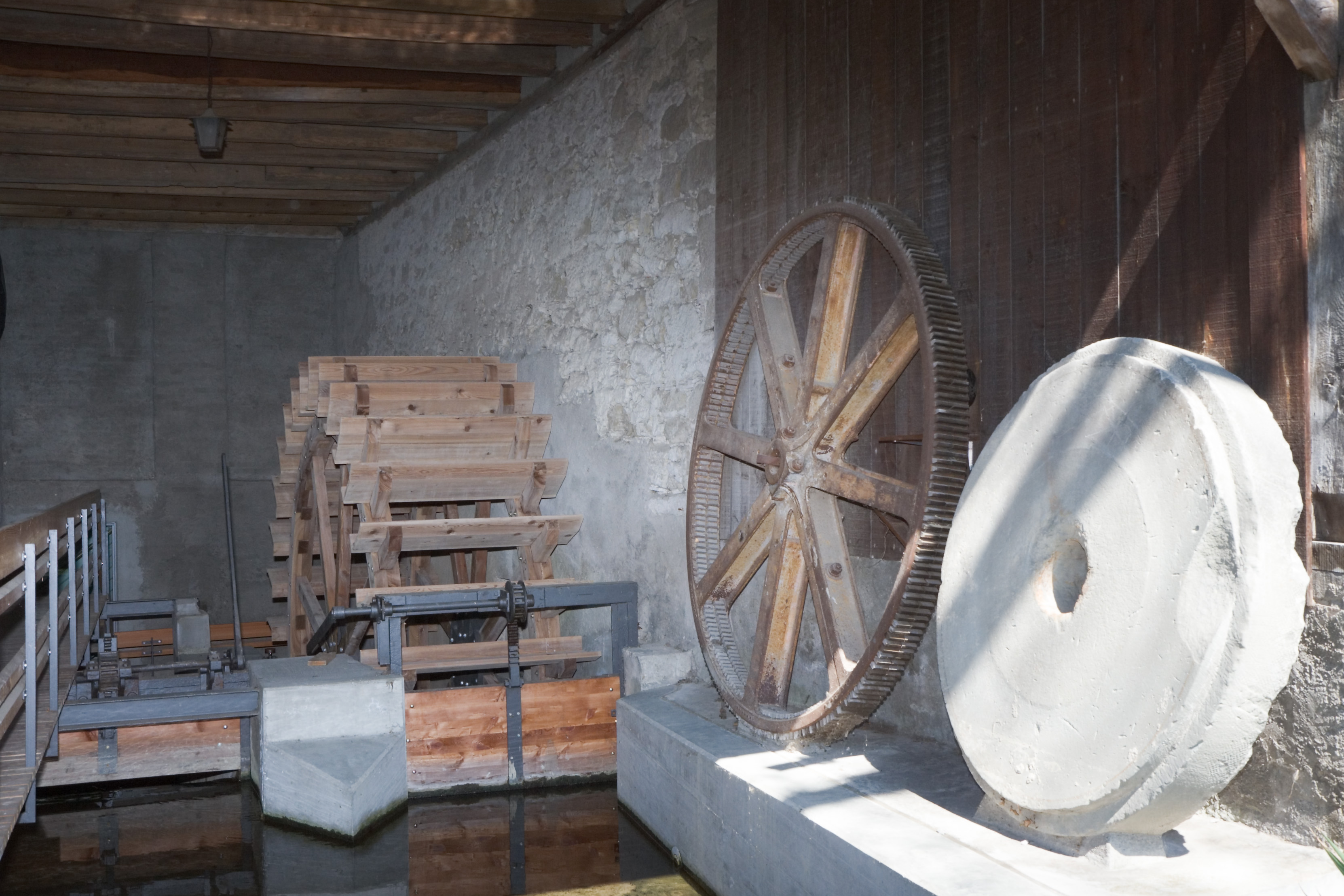
Die ehemalige Mühle Hegi

Das Schloss Hegi ist eine ehemalige Wasserburg und früherer Wohnsitz adeliger Familien. Die gesamte Anlage war mit einem Wassergraben umgeben, der von einem Arm der Eulach gespeist wurde. Im 18. Jahrhundert wurde er wieder aufgefüllt. Das Schloss beherbergt heute ein öffentliches Museum. Der Schlosspark ist frei zugänglich.
In historischer Zeit waren in Hegi mehrere Mühlen in Betrieb. Unter anderem die Obere Mühle im Gern, die Dorfmühle und die Reismühle. Die Strassenbezeichnungen «Im Oberen Gern» und «Reismühle», das Wasserrad der Dorfmühle und die im Jahr 1975 restaurierte Sagi Reismühle zeugen noch heute von dieser Vergangenheit.
Am Reismühleweg 75 steht ein ehemaliges Bauernhaus aus dem 16. Jahrhundert. Das Haus war Teil einer Dreifach-Hofstätte, wurde im Jahr 2007 umgebaut und schonend restauriert. Ein weiteres historisches Bauernhaus (18. Jahrhundert) steht am Reismühleweg 36 gegenüber der alten Sägerei am Reismühlekanal.

## Wappen
Hegi verfügt über ein eigenes Quartierwappen, welches sich vom Familienwappen des Adelsgeschlechtes «von Hegi» ableitet. Die Blasonierung des Familienwappens lautet: In Gold aufgerichteter rot bezungter schwarzer Löwe. Der Löwe im aktuellen Quartierwappen verfügt in Abweichung vom Familienwappen über eine weisse Zunge. Der ortsansässige Sportclub Hegi verwendet eine Abwandlung des Quartierwappens mit Löwenkopf.

## Sport
Im Stadtteil Hegi existiert mit dem TV Hegi ein Turnverein, dessen Turner Ernst Gebendinger 1950 an der Turnweltmeisterschaft in Basel mehrfacher Weltmeister wurde und 1952 an der Sommerolympiade in Helsinki Silbermedaillengewinner in der Mehrkampf-Mannschaftswertung.
Des Weiteren nennt sich seit 2007 der ehemalige Fussballverein der Verkehrsbetriebe Winterthur SC Hegi.
Von 1980 bis 2003 existierte mit dem GP Winterthur (bis 1997 Hegibergrennen) ein Radrennen, das Start und Ziel in Hegi hatte.